# Walter von Prittwitz und Gaffron
Walter Bernhard Paul von Prittwitz und Gaffron (* 14. Februar 1840 in Posen; † 20. Juni 1901 in Berlin) war ein preußischer Generalleutnant.

## Leben

### Herkunft
Walter war ein Sohn des preußischen Generals der Infanterie Moritz von Prittwitz und Gaffron (1795–1885) und dessen Ehefrau Domicilie, geborene von Kolbe (1810–1871). Auch sein Bruder Ernst Ferdinand (1833–1904) wurde preußischer Generalleutnant.

### Militärkarriere
Nach dem bestandenen Abitur am Friedrich-Wilhelms-Gymnasiums in Berlin trat Prittwitz am 18. Oktober 1858 als Avantageur in das Kaiser Alexander Grenadier-Regiment der Preußischen Armee ein und avancierte bis Mitte Januar 1860 zum Sekondeleutnant. Im Oktober 1864 wurde er zur weiteren Ausbildung für drei Jahre an die Kriegsakademie abkommandiert. Dieses Kommando wurde 1866 durch die Mobilmachung anlässlich des Krieges gegen Österreich unterbrochen und Prittwitz nahm mit der 1. Kompanie an der Schlacht bei Königgrätz teil. Nach dem Krieg setzte er seine Ausbildung fort und stieg Ende Oktober 1866 zum Premierleutnant auf. Am 1. Mai 1868 folgte seine Kommandierung für zwei Jahre zur Dienstleistung beim Großen Generalstab. Zu Beginn der Mobilmachung anlässlich des Krieges gegen Frankreich kam er als Dritter Generalstabsoffizier in den Generalstab des Generalgouvernements der Rheinprovinzen unter General der Infanterie Herwarth von Bittenfeld. Am 20. September 1870 wurde Prittwitz zum Generalstabsoffizier der 4. Reserve-Division unter General von Schmeling ernannt und am 8. Oktober in dieser Eigenschaft zur Dienstleistung zum Generalstab des Großen Hauptquartiers des Königs kommandiert. Dort erlebte er auch die Belagerung von Paris.
Anfang Mai 1871 wurde er von diesem Kommando entbunden und Ende August 1871 unter Beförderung zum Hauptmann zum Chef der 6. Kompanie ernannt. Am 28. Dezember 1880 erfolgte unter Überweisung zum Großen Generalstab seine Versetzung in den Generalstab der Armee sowie im Februar 1881 seine Beförderung zum Major. Vom 12. Januar 1884 bis zum 10. Februar 1886 war Prittwitz Bataillonskommandeur im 8. Brandenburgischen Infanterie-Regiment Nr. 64. Anschließend in gleicher Eigenschaft in das 5. Brandenburgische Infanterie-Regiment Nr. 48 versetzt, avancierte er Mitte Dezember 1887 zum Oberstleutnant und rückte Anfang August 1888 zum etatsmäßigen Stabsoffizier auf. Unter Beförderung zum Oberst wurde Prittwitz am 24. März 1890 zum Kommandeur des Grenadier-Regiments „Graf Kleist von Nollendorf“ (1. Westpreußisches) Nr. 6 ernannt. Daran schloss sich am 25. Juli 1893 eine Verwendung als Generalmajor und Kommandeur der 69. Infanterie-Brigade an. Nachdem man Prittwitz am 16. Juni 1896 zum Kommandanten von Danzig ernannt hatte, wurde er am 17. April 1897 in Genehmigung seines Abschiedsgesuches mit dem Charakter als Generalleutnant zur Disposition gestellt.
Er starb am 20. Juni 1901 in Berlin.

### Familie
Prittwitz heiratete am 19. Dezember 1882 Marie von Puttkamer (* 1855). Die Ehe blieb kinderlos.